# 伊丹健一郎
伊丹 健一郎（いたみ けんいちろう、1971年（昭和46年）4月4日 - ）は、日本の化学者。理化学研究所の主任研究員。元名古屋大学大学院理学研究科教授。専門は、有機化学。学位は、博士（工学）（京都大学）。「グラフェンナノリボン」の合成において不正行為があり責任著者として研究費の停止等の措置が取られている。伊丹 健一郎は論文3編においてねつ造および改ざんを行った責任者と認定されている。一方で、研究不正により国からの研究資金を停止させられた場合でも国立研究開発法人に所属を変更することにより研究資金を獲得することが可能という報道がなされた。

## 略歴
- 1994年 京都大学工学部合成化学科 卒業（生越久靖教授）
- 1996年 京都大学大学院工学研究科合成・生物化学専攻修士課程修了（伊藤嘉彦教授）
- 1998年 京都大学大学院工学研究科合成・生物化学専攻博士課程 修了（伊藤嘉彦 教授）
- 2007年-2008年 名古屋大学物質科学国際研究センター 准教授（野依良治 特別教授）
- 2008年-2024年 名古屋大学大学院理学研究科 教授
- 2024年- 理化学研究所 主任研究員

## 業績
分子をつなげて価値を生む合成化学を軸に、新触媒や新反応の開発、生物活性分子や光電子機能性材料、ナノカーボン分子の創製を行っている。構造的に美しい分子や画期的な機能をもつ分子の開発を行っている。

## 受賞
- 2021年 Highly Cited Researchers 2021, Clarivate Analytics

## 研究不正
将来の半導体の材料として期待される炭素素材「グラフェンナノリボン」の合成に関する内容に関して、科学誌ネイチャーで発表した論文が撤回された。ネイチャーの発表によると、物質の分子量を調べる「質量分析」の実験結果に不自然な点があった上、基となったデータを確認できなかった。また、それ以外にも2報の論文が撤回され、2報の論文に訂正が出るなど、複数の研究不正が確認され、伊丹は責任著者であり不正行為のあった研究に係る論文等の責任を負う著者として認定された。。

## 不正行為が行われた事業
不正が行われた事業は6件。
・事業名：戦略的創造研究推進事業（ERATO）
研究課題名：伊丹分子ナノカーボンプロジェクト
・研究種目：特別推進研究
研究課題名： 未踏分子ナノカーボンの創製
交付額：令和元年度～令和3年度　382,850千円
・研究種目：若手研究（B）
研究課題名：自在π拡張反応の開発とグラフェンナノリボン合成への応用
交付額：平成26年度～平成28年度　4,030千円
・研究種目：新学術領域研究
研究課題名：APEXポリマー化によるグラフェンナノリボンの精密ボトムアップ合成と応用
交付額：平成28年度～平成29年度　4,160千円
・研究種目：基盤研究（B）
研究課題名：新奇縮環π共役高分子の精密合成と構造制御
交付額：平成30年度～令和2年度　17,810千円
・研究種目：特別研究員奨励費
研究課題名：縮環π拡張重合反応を用いたグラフェンナノリボンの精密化学合成と物性解明
交付額：平成30年度～平成31年度　1,900千円

## 国の研究費配分停止の抜け道
伊丹氏は責任を問われ、国の研究費用の配分を決める科学技術振興機構(JST)や日本学術振興会(JSPS)からはペナルティとして、研究費用の交付を2025年3月末まで止められている最中にもかかわらず、主に国からの研究費用が資金源の理化学研究所が伊丹氏を採用し、5000万円ほどの研究資金を獲得した。研究不正により国からの研究資金を停止させられた場合でも国立研究開発法人に所属することにより研究資金を獲得することが可能なという報道がなされた。
処分期間中に理化学研究所が伊丹を研究者として採用したことについて東洋経済の奥田貫が問題視した。